# Iupiter Dolichenus

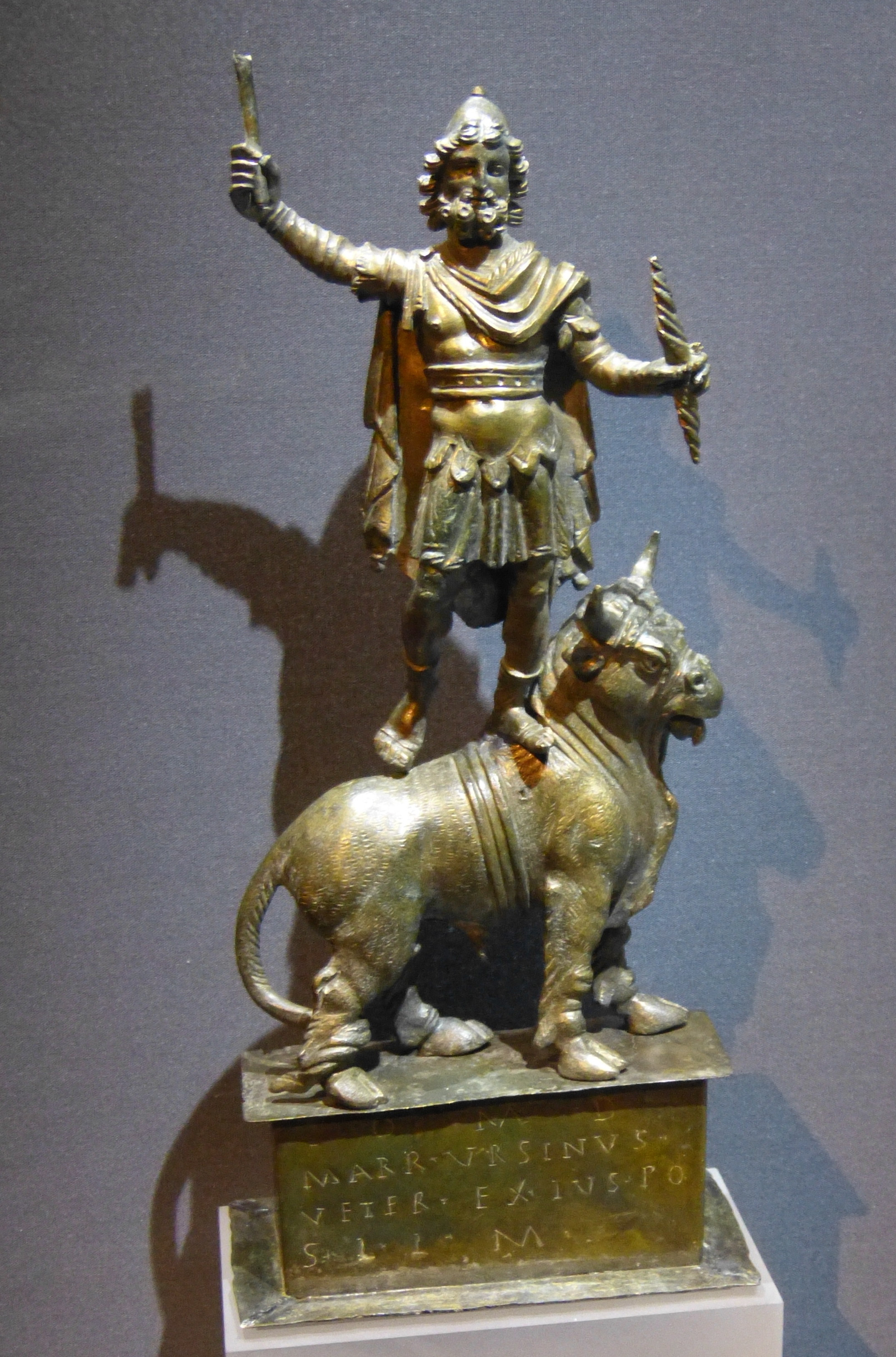
Statuette des Iupiter Dolichenus auf dem Stier: Weihgabe eines Veteranen namens Marrius Ursinus aus dem 2. oder 3. Jahrhundert, gefunden in Mauer an der Url

Iup(p)iter Dolichenus (deutsch: Iupiter von Doliche) war ab dem letzten Drittel des 1. Jahrhunderts ein Soldatengott, der vor allem in der römischen Armee verehrt wurde. Er ist nach dem Ursprungsort seines Kultes, der Stadt Doliche (Dolike) benannt. Doliche liegt etwa zehn Kilometer von der Stadt Gaziantep entfernt bei dem Dorf Dülük in der Kommagene, in der Provinz Gaziantep im Südosten der Türkei am oberen Euphrat.

## Geschichte
Der Kult des Iupiter Dolichenus geht auf den nord-mesopotamischen Wettergott Hadad, babylonisch Adad, zurück, der auf einem Stier stehend mit Doppelaxt und Blitzbündel dargestellt wurde. In Doliche gab es eine bedeutende Kultstätte des Baal. Der örtliche Gott wurde im Laufe der Jahrhunderte als Hadad, als Baal, als Zeus Dolichaios und schließlich als Iuppiter Dolichenus verehrt. Sein Zentralheiligtum befand sich auf einem 1204 m hohen Berg (Dülük Baba Tepesi) 3 km südlich von Doliche.
Nach der Eroberung der Stadt Doliche durch die Römer im letzten Drittel des 1. Jahrhunderts und ihrer Eingliederung in die Provinz Syria wurde der Kult auf den Gott Jupiter übertragen und verbreitete sich rasch als „Soldatengott“ im gesamten Römischen Reich. Im Laufe des 3. Jahrhunderts verschwand der Kult weitgehend beziehungsweise verschmolz mit anderen Jupiter-Kulten. Ein Grund dafür könnte die Zerstörung des Hauptheiligtums in Doliche durch den Sassaniden-König Schapur I. Mitte des 3. Jahrhunderts gewesen sein; allerdings blieben einige Dolichenus-Heiligtümer auch darüber hinaus in Benutzung.